# Шмидт, Фердинанд
Фердинанд Шмидт (нем. Ferdinand Schmidt; 2 октября 1816, Франкфурт-на-Одере — 30 июля 1890, Берлин) — германский писатель, просветитель и педагог. Большая часть его произведений написаны для юношества и рабочего класса.

## Биография
Юность провёл в Нойцелле, уже в возрасте 15 лет стал репетитором в семье местного лесника. В 1834 году, когда умер его отец, был вынужден вернуться в родной город. Окончил педагогическое училище в Нойцелле, в 1837 году поступил на работу в Берлинское образовательное общество с целью преподавания в благотворительных школах.
Был в течение 40 лет учителем городской школы в Берлине. На этой должности Шмидт много сделал для просвещения рабочего класса, основывая народные библиотеки, читальни и чтения для рабочих. Он же явился учредителем Общества попечения рабочих (Verein zum Wohl der arbeitenden Klassen). Активно собирал средства для пополнения публичных библиотек, писал статьи для целого ряда образовательных изданий.
Основные труды: «Preussens Geschichte in Wort und Bild» (3-е изд., 1881—83); «Weltgeschichte für Haus und Schule» (2-е изд., 1876); «Volkserzählungen» (2-е издание, 1867); «Volkserzählungen und Schilderungen aus der Berliner Volksleben» (2-е издание, 1888); «Berliner Bilder» (1876); «Frauengestalten aus der Sage und Geschichte» (1881); «Kaiser Wilhelm und seine Zeit» (4-е издание, 1893). Кроме того, с 1855 по 1867 год он издал 36 томов «Jugendbibliothek».